# Ribe
För andra betydelser, se Ribe (olika betydelser).

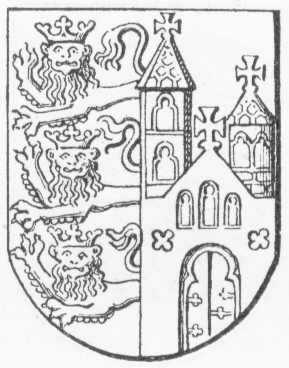
Ribes gamla stadsvapen

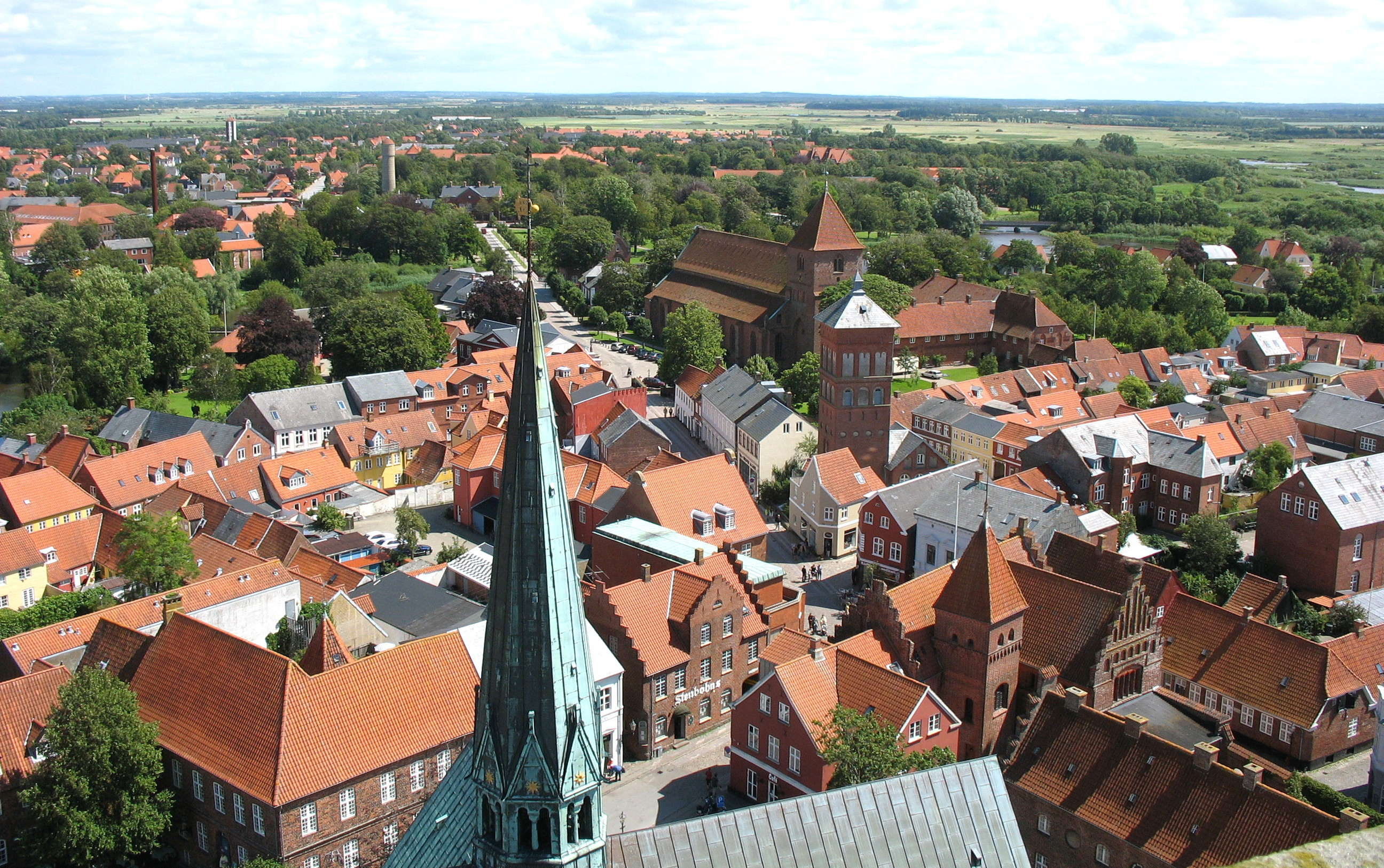
Utsikt mot sydost över staden från Borgertårnet, domkyrkans nordvästra torn. Bakom husen vid parken syns klosterkyrkan Sancte Catharinæ Kirkes torn

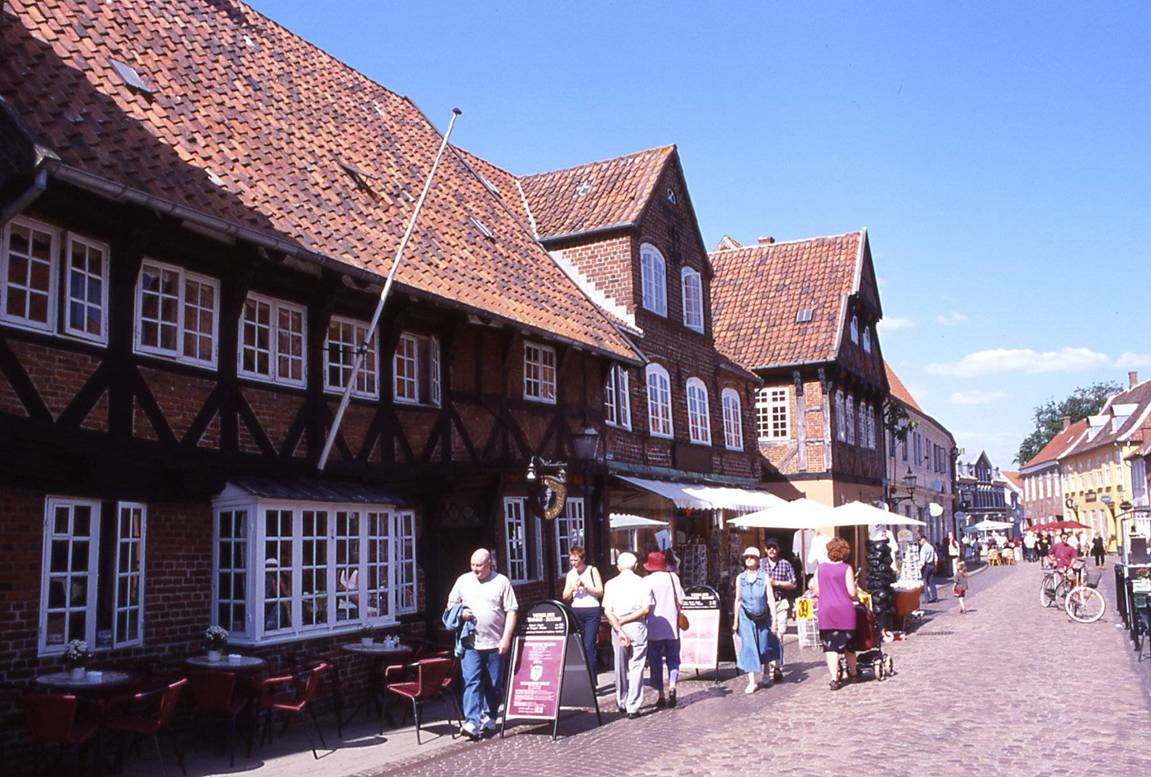
En av gatorna i Ribes gamla stad med ett korsvirkeshus

Ribe är en tätort och stad i Region Syddanmark i västra Danmark. Sedan 2007 tillhör den Esbjergs kommun. 
Ribe ligger 7,5 kilometer söder om Kongeån, och har 8 142 invånare (2013). Staden, som brukar räknas som den äldsta kvarvarande staden i Danmark såväl som i hela Norden, grundades omkring 710 efter Kristus, vid ungefär samma tid som Hedeby i nuvarande Schleswig-Holstein. Staden ligger vid Ribeån på en slätt 5,5 km från Nordsjön. Mot havet övergår slätten i ett bördigt marskland, som ofta är utsatt för översvämningar.
Tidigare har staden utgjort centralort i dåvarande Ribe kommun i Ribe amt.

## Stadsbild
Ribe har gammaldags prägel med många smala, slingrande gator och märkliga och vackra korsvirkeshus. Staden har vidare ett gammalt hotell vid domkyrkan i korsvirke, ett stiftsmuseum och ett gymnasium, Ribe katedralskola, vars historia med säkerhet går tillbaka åtminstone till år 1145.
Bland offentliga byggnader i staden är Ribe domkyrka, Vor Frue kirke, den främsta och den är en av Danmarks största och vackraste domkyrkor. Den är huvudsakligen uppförd i tuffsten i romansk stil 1125-60 med senare tillbyggnader i tegel och fullständigt restaurerad 1883-1904 av arkitekten H.C. Amberg. På nordvästra sidan har kyrkan ett kraftigt fyrkantigt tegeltorn, Ribe tårn eller Borgertårn, som är 46,5 meter högt och byggdes på 1300-talet som vakt- och stormklocketorn. Vid restaureringen återuppbyggdes av granit och tuff vid sydvästra sidan det 50 meter höga Mariatornet, som jämnats med marken på 1700-talet.
I Ribe finns även ett bevarat dominikanerkloster, som också är Danmarks äldsta klosterbyggnad, Svartbrödraklostret, vilket restaurerades på 1920-talet. Klosterkyrkan Sankte Catharinæ Kirke är också bevarad. Minnesmärken restes över Hans Krüger 1884 och Anders Sørensen Vedel 1902.

## Historia

### Äldre tid
I Ribe uppfördes omkring år 850 landets näst äldsta kyrka. Det år 948 etablerade biskopssätet Ribe stift är det äldsta i Danmark inom landets nuvarande gränser.
Ett av de mest kända arkeologiska fynden från Ribe är utan tvivel skalltaket från en människokranium med ett borrat hål, en teknik som användes av bland annat inkaindianerna för att bota värk. Det är känt som det första föremål som prytts med den yngre futharken, med följande text i översättning: "Ulf och Oden och Hårtiur ....(?). Hjälp är buri mot denna värk. Och dvärgen är besegrad. Bour."
Namnet Hårtiur är enbart en del av namnet och resten är otydbar. Buri antas vara ett namn för det borrade hålet. Dvärgen, som troligen heter Bour, antas därmed ha haft magi nog att utsätta den namnlöse personen för plågor, en ond trollkarl helt enkelt.
Under 1000- och 1100-talen var Ribe en blomstrande handelsstad, vilken idkade sjöfart på västeuropa och under hela medeltiden i betydelse kom näst efter Roskilde. Ribe hade då sex kyrkor och fyra kloster samt den av kung Niels på 1100-talet byggda borgen Riberhus, där kungarna ofta residerade. År 1269 fick Ribe en stadslag, den för sin stränghet bekanta Riberret.

### Senmedeltid och senare
Från reformationen i Danmark minskade Ribes betydelse, och senare tillstötte flera större eldsvådor och översvämningar, samt på 1600-talet tre fientliga angrepp. Vid det tredje angreppet 1659 ödelades Riberhus, av vilket idag endast ruiner återstår. I Ribe dog Kristofer I 1259, och 1330 ingick Kristofer II en förlikning med greve Gert av Holstein. År 1460 utfärdade Kristian I i Ribe de så kallade "landsprivilegierna" till ridderskapen i Slesvig och Holsten.

### Från 1700-talet
Ribe var 1662–1793 centralort i Riberhus amt. 1793 gav det namn åt Ribe amt. Sedan 2007 är orten del av Region Syddanmark.
Vid förhandlingarna som rörde kommunsammanslagningarna i Danmark 2007, ville Ribe kommun bilda egen kommun med närliggande Brammings kommun. Men eftersom denna kommun vid ett sammanbrott i förhandlingarna med Ribe kommun hellre ville tillhöra Esbjergs kommun, gick Ribe med på att också tillhöra Esbjergs kommun.

## Ribehunden
Det anges finnas en speciell typ av hundar relaterade till Ribe. Stöd för detta finns dock ej i listan med "Hunderacer" i danska Wikipedia. Ett annat uttryck för dessa hundar ska vara "Ripensiske dogmehunde" (Ribe dogma dogs). Det anges att en förutsättning för att förvärva och äga en hund av denna "ras" är att man accepterar dogmareglerna. Ribehundar anges ha en matriarkalt dokumenterad släkt.

## Bilder

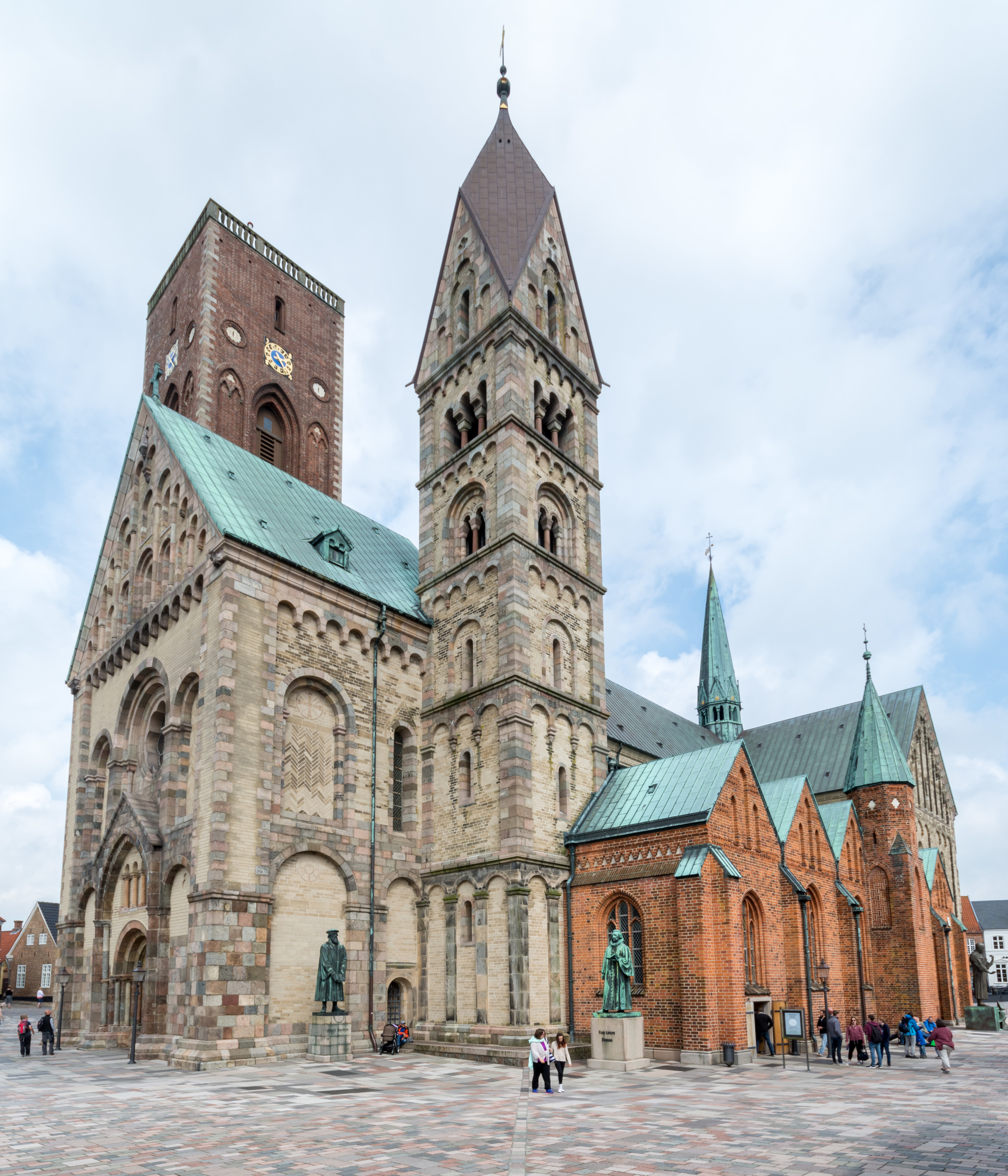
Ribe domkyrka.
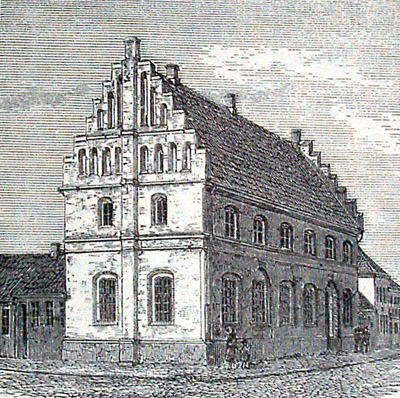
Gamla rådhuset.
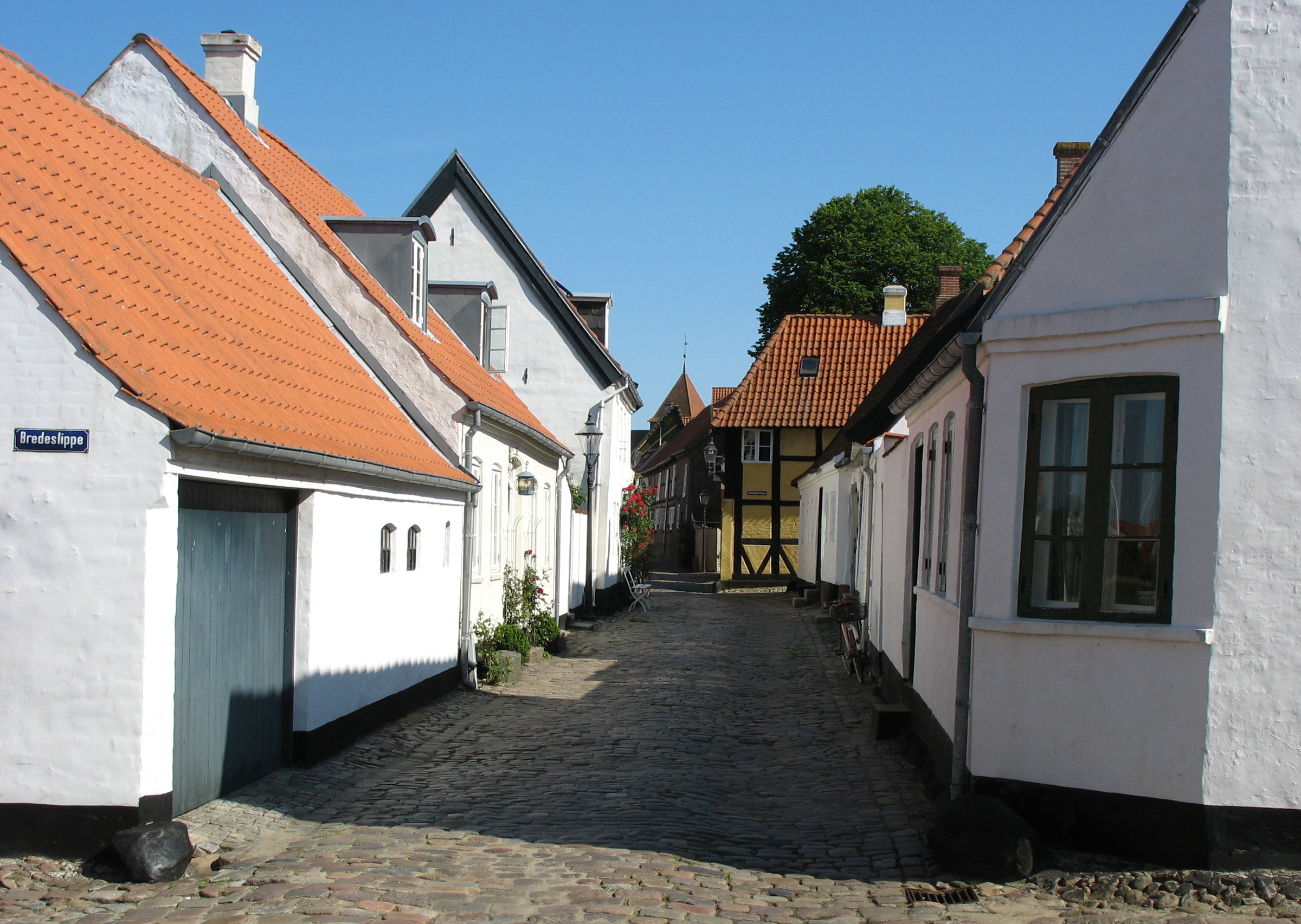
En kullerstensbelagd gata i staden.
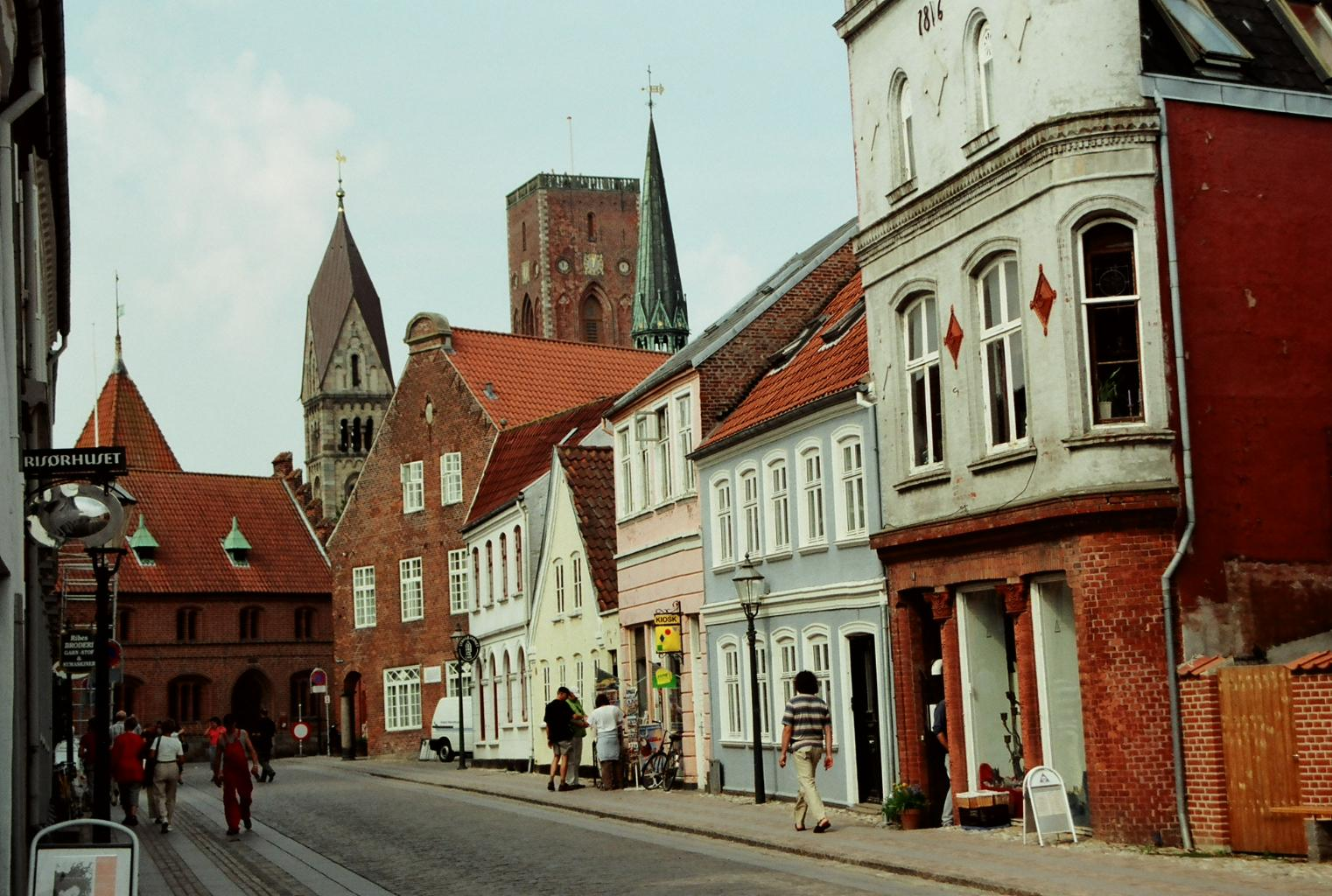
En parallellgata till huvudgatan Overdammen.
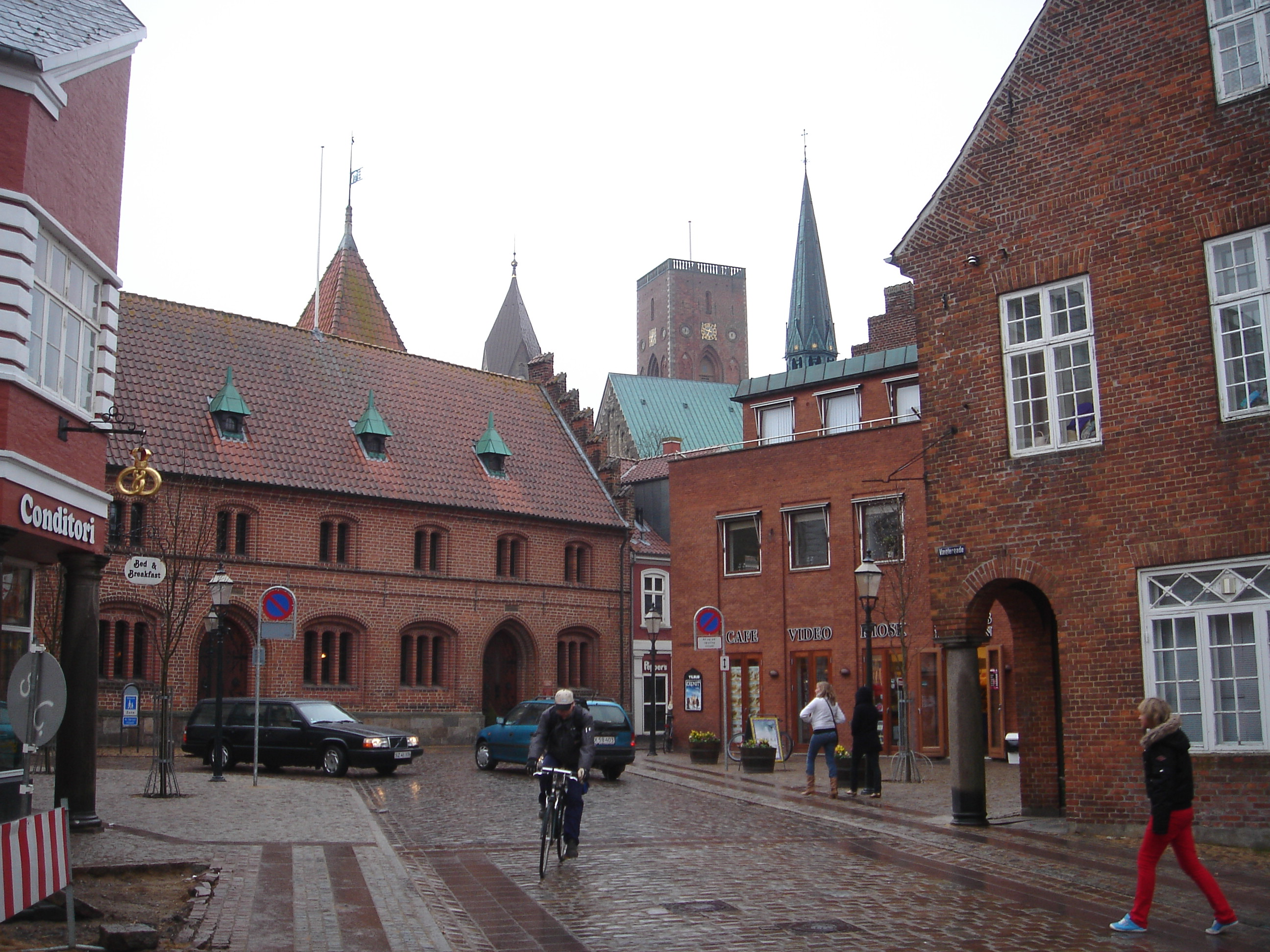
En plats öster om domkyrkan, vars torn skymtar över taken.
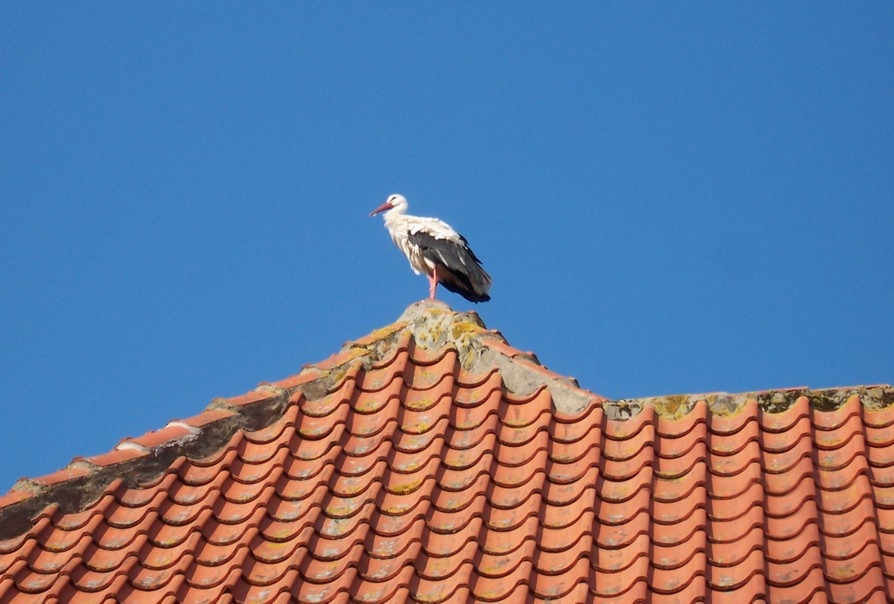
Storken en symbol för Ribe och därför har gamla vagnshjul för storkbon placerats på tak centralt i staden.
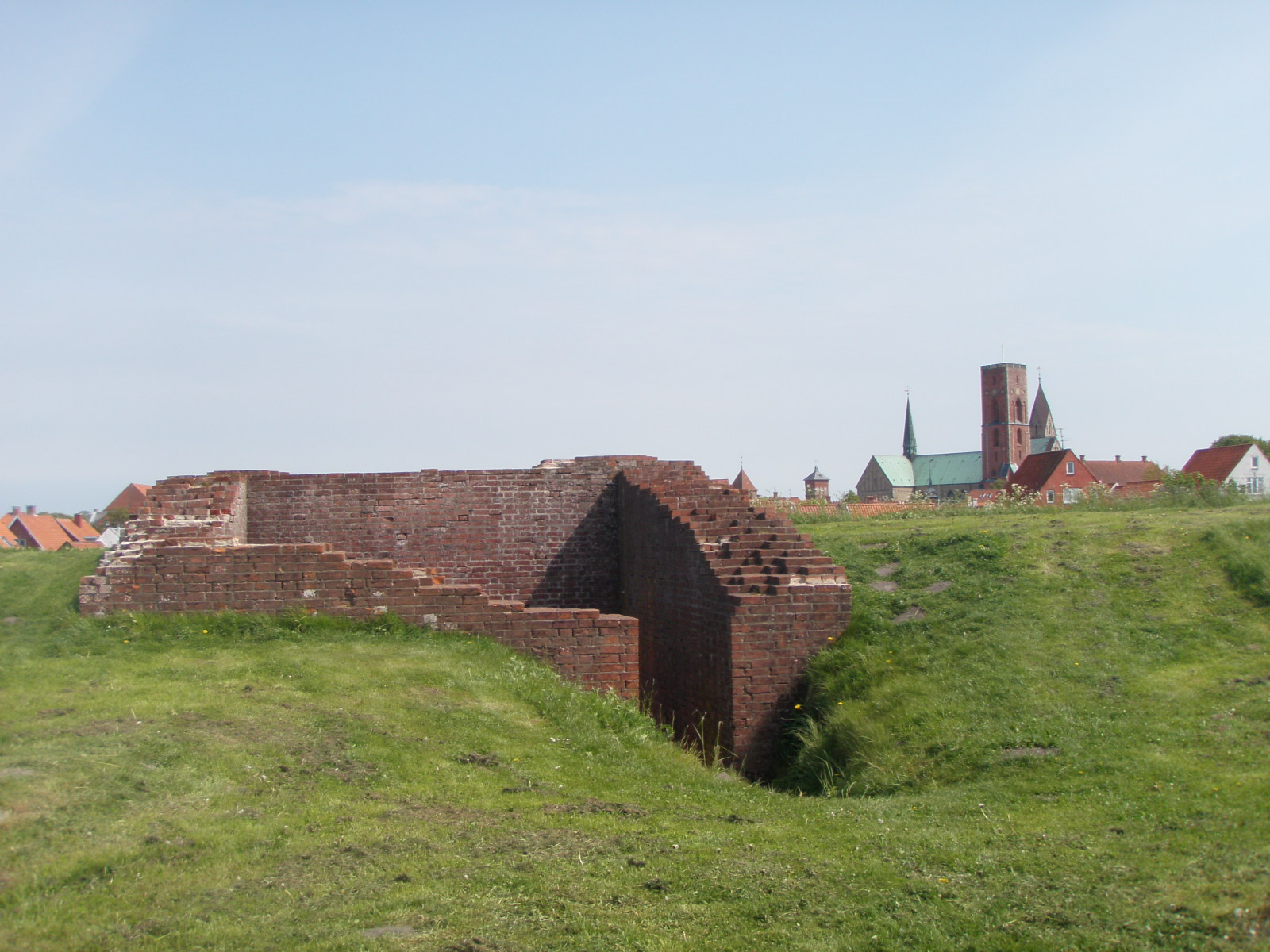
Rester efter borgen Riberhus.